# Rolando Serrano
Rolando "Loco" Serrano Zazaro (Pamplona, 13 de novembro de 1938 - 13 de junho de 2022), foi um ex-futebolista colombiano que atuava como meia.

## Carreira
Rolando Serrano fez parte do elenco da Seleção Colombiana de Futebol, na Copa do Mundo de  1962.